# Марцинкевич, Александр Николаевич
Алекса́ндр Никола́евич Марцинке́вич (род. 20 января 1967 года, Всеволожск, Ленинградская область) — российский певец и композитор. С 1994 года лидер группы «Кабриолет», с 2014 года - лидер группы «Цепи».

## Биография
Родился 20 января 1967 года в городе Всеволожске, в микрорайоне Бернгардовка, в многодетной цыганской семье. У Александра две сестры и пять братьев. С детства проявлял интерес к музыке, освоил гитару и ударные инструменты.
В 12 лет получил первую премию на городском конкурсе юных талантов. Известно также, что во время выступления у Марцинкевича сломалась одна из барабанных палочек, и он доиграл одной. С 13 лет начал писать песни.
В 1987—1989 годах проходил срочную службу в рядах Советской армии. Являлся музыкантом полкового оркестра, там же играл в составе самодеятельного вокально-инструментального ансамбля.
В начале девяностых Александр Марцинкевич выступал в ресторане с цыганской группой «Мириклэ». Впоследствии певец сказал об этой работе:

Это ужасно, когда ресторанная публика воспринимает тебя всего лишь как экзотическое блюдо. Не каждый сможет, какие деньги ему ни посули, исполнять под заказ любую музыку, пока твой «благодарный слушатель» за обе щеки уплетает жареную баранину.

В 1994 году Марцинкевич создал собственную группу «Кабриолет».
Казалось бы, что общего имеет шикарный иностранный автомобиль с цыганской музыкой? Просто «кабриолетом» цыгане между собой называют кибитку с открытым верхом. Про людей, которые прибывали в гости на таком «кабриолете», в старину говорили: «Они пришли к нам с открытым сердцем». — Отсюда и название ансамбля, ведь мы действительно приходим к вам, зрителям, с открытым сердцем и поем от всей души, — утверждает Александр Марцинкевич. И это действительно так, как говорит Александр. Во время всего концерта невозможно оставаться равнодушным к его песням, потому что они прежде всего о любви, жизни, обо всём том, что переживает каждый человек в своей жизни, но у всех это происходит по-разному.
В 1995 году (по другим данным в 1996-м) получили гран-при на Международном фестивале цыганской музыки в Польше. Там же они записывают и свой первый альбом под непритязательным названием «Морэ», что в переводе означает «цыган». На заглавную песню альбома, несколько месяцев входившую в десятку лучших песен страны, сняли клип.
Все песни альбома «Морэ» были на цыганском языке, поэтому ни одна звукозаписывающая студия в Санкт-Петербурге не взяла на себя смелость выпустить его на российский музыкальный рынок. Отказ звучал примерно одинаково: «Альбом, конечно, замечательный, но если бы вы, ребята, пели на русском…» Что ж, как это ни обидно, но пришлось подчиниться законам коммерции. Из репертуара максимально исключили песни на родном языке, и теперь они составляют чуть более его трети. В любом случае, в намерения музыкантов не входит полностью от них отказываться.
В 1997 году группа «Кабриолет» стала лауреатом Фестиваля эстрадной песни России в Москве, а в 1999 году — лауреатом Серебряного ключа в Санкт-Петербурге. Но, пожалуй, их главным достижением было участие на Международном фестивале цыганского искусства «На рубеже веков». Тогда в феерическом концерте приняли участие около 300 артистов и коллективов. Судейская коллегия, председателем которой стал художественный руководитель единственного в мире Московского цыганского театра «Ромэн» Николай Сличенко, отобрала тридцать самых лучших. Александр Марцинкевич и его группа оказались в их числе и как победители получили золотую медаль.
Шоу-группа успешно гастролировала в Чехии, Польше, Дании, Швеции, Швейцарии, Болгарии.
Популярность группе принесла песня «Цепи», записанная в начале 2000-х годов, на которую также был снят клип.
В 2000-2001 г.г. по результатам социологического опроса жителей Санкт-Петербурга Александр Марцинкевич был признан лучшим певцом года.
В 2007 году вышел совместный альбом Марцинкевича и его дочерей Ангелины и Кристины «Огненный танец».
В арсенале группы более 300 песен. Ею выпущено более 15 дисков. Александр много сочиняет, записывает, аранжирует, снимает. Его песни находятся в ротации радиостанций: «Дача», «Дорожное радио», «Шансон», «Питер ФМ».
Шоу-группа «Кабриолет» выступает в крупнейших концертных залах и ночных клубах Санкт-Петербурга: «Октябрьский», «Юбилейный», «Голливудские ночи», «Олимпия»,  Ледовый дворец, ДК «Выборгский», ДК Горького и других. Группа гастролировала во многих городах России.
Осенью 2012 аншлаг в Ледовом Дворце Петербурга, в декабре 2012 «Кабриолет» стали лауреатами премии Песня года.
В 2014 году Александр принял решение изменить название группы. Сейчас его коллектив называется «Цепи».
В конце 2016 года решил раскручивать свое собственное имя как бренд «Александр Марцинкевич».
В 2017 году коллектив покинул скрипач Виктор Рапотихин. Теперь Виктор играет в группе «Ленинград».
В 2019 году записал песню «Ноченька» в сотворчестве с вокалисткой Катей Титовой.
5 ноября 2019 года состоялась премьера нового клипа Александра Марцинкевича «Испанка».
13 ноября 2019 года состоялся Первый большой сольный концерт группы «Кабриолет» в Москве, в Кремлёвском Дворце.
31 марта 2021 года состоялась премьера клипа на песню «Пролетели быстро годы» в исполнении Александра Марцинкевича и Сосо Павлиашвили.
В августе 2021 году Александр Марцинкевич и Сосо Павлиашвили с песней «Пролетели быстро годы» выступили на XX церемонии вручения премии «Шансон года – 2021» в Кремле.

## Личная жизнь
Жена - Наталья, владеет салоном красоты в Санкт-Петербурге. Имеют троих детей: сына и две дочери Ангелину и Кристину. Дети, как и отец, проявляют склонность к творчеству.

## Состав группы «Кабриолет»
Людмила Смокотова - директор группы
Александр Марцинкевич - вокал, гитара
Виктор Марцинкевич - ритм гитара
Арсен Израилов - ударные, перкуссия
Виктор Рапотихин - скрипка
Мария Соколова - бас-гитара, танцовщица
Стас Шагин - соло-гитара
Леонид Сметанин - саксофон
Оджо Айо Адеола (Бадулай) - вокал/рэп
Светлана Михайлова - бэк вокал
Сабина Исмаилова - хореограф, постановщик танцев, танцовщица
Жанна Богданова - танцовщица
Лаура Бахмудова - танцовщица
Артем Малхасьян - аккордеон

## Награды
В 1995 году коллектив стал обладателем гран-при Всемирного фестиваля в Польше.
В 1997 году - лауреат фестиваля Эстрадной песни России в Москве.
В 1999 году премия Серебряный ключ в г. Санкт-Петербурге.
В 2000 году Номинант Премии г. Санкт-Петербурга в номинации «Открытие года в области культуры».
В 2000 году на международном Московском фестивале цыганского искусства награждены золотой медалью.
В 2001 году Номинант Премии г. Санкт-Петербурга в области «Эстрадный Артист года».
В 2001 году - лауреаты фестиваля «Звёздная Пурга».
В 2002 году в Кремлёвском дворце вручение премии «Шансон года».
В 2003 и 2004 году номинанты фестиваля шансона в Санкт-Петербурге «Достойная песня».
В 2000-2001 г.г. по результатам социологического опроса жителей Санкт-Петербурга Александр Марцинкевич был признан лучшим певцом года.
В 2021 году — лауреат премии «Шансон года»

## Дискография
| Год  | Альбом                  |
| ---- | ----------------------- |
| 2000 | Розы                    |
| 2001 | Цепи                    |
| 2001 | Без тебя                |
| 2002 | Грешен...               |
| 2003 | Ты Меня Позови          |
| 2004 | Цыганский Танец         |
| 2005 | Звезда Надежды          |
| 2005 | А, Что Цыгане Делают..? |
| 2006 | Душа Цыгана             |
| 2007 | Незнакомый Город        |
| 2007 | Я Тобою Околдован       |
| 2007 | Неповторимая            |
| 2007 | Огненный Танец          |
| 2008 | Всё Для Тебя            |
| 2009 | Неповторимая 2          |
| 2010 | Ангел-хранитель         |
| 2010 | За Твои Глаза           |
| 2011 | Мелодии Любви           |
| 2014 | Ты Моя Музыка           |
| 2016 | Посвящение другу        |
| 2017 | Благодарю Вселенную     |
| 2018 | Давай убежим            |
| 2019 | Пропади печаль          |
| 2020 | Не уезжай               |
| 2020 | Отомстила               |
| 2022 | Зачарую                 |
| 2023 | А ты знаешь, мама       |
| 2024 | Где же ты была          |